# Sebastian Söderberg
Sebastian Söderberg (Eksjö, 19 september 1990) is een Zweedse golfer.

## Amateur
Söderberg maakte twee keer deel uit van de Zweedse selectie voor het Europees kampioenschap voor amateurteams. Söderberg studeerde aan de Coastal Carolina University waar hij golf speelde. Hij behaalde hier twee overwinningen.

## Professional
Söderberg werd in 2013 professional. Hij begon in 2013 op de Nordic Golf League, waar hij ook twee overwinningen behaalde. In 2014 ging hij naar de Tourschool voor de Europese PGA Tour, waar hij op de 39ste plaats eindigde, zodat hij in 2015 op de Challenge Tour mocht spelen. Begin 2016 won hij het Kenya Open. In mei 2016 kwalificeerde hij zich op Walton Heath voor het US Open. Op de US Open haalde hij de cut niet. Het was meteen ook zijn enige deelname aan een van de vier Majors. 
Vanaf 2017 speelt Söderberg hoofdzakelijk op de Europese PGA Tour. In 2019 behaalde hij zijn grootste overwinning uit zijn loopbaan dankzij winst op de Omega European Masters. 

### Overwinningen
| Jaar | Toernooi                | Tour              |
| ---- | ----------------------- | ----------------- |
| 2013 | ACTONA PGA Championship | Nordea Tour       |
| 2013 | Willis Masters          | ECCO Tour         |
| 2015 | Barclays Kenya Open     | Challenge Tour    |
| 2018 | Italian Challenge       | Challenge Tour    |
| 2018 | Lumine Lakes Open       | Zweedse Golf Tour |
| 2019 | Omega European Masters  | Europese PGA Tour |

### Resultaten op deMajors
| Major                 | 2013 | 2014 | 2015 | 2016 | 2017 | 2018 | 2019 | 2020 | 2021 |
| --------------------- | ---- | ---- | ---- | ---- | ---- | ---- | ---- | ---- | ---- |
| Masters Tournament    |      |      |      |      |      |      |      |      |      |
| U.S. Open             |      |      |      | CUT  |      |      |      |      |      |
| The Open Championship |      |      |      |      |      |      |      |      |      |
| PGA Championship      |      |      |      |      |      |      |      |      |      |

CUT = miste de cut halverwege

### Resultaten op deWorld Golf Championships
| Toernooi             | 2013 | 2014 | 2015 | 2016 | 2017 | 2018 | 2019 | 2020 | 2021 |
| -------------------- | ---- | ---- | ---- | ---- | ---- | ---- | ---- | ---- | ---- |
| WGC Kampioenschap    |      |      |      |      |      |      |      |      |      |
| WGC Matchplay        |      |      |      |      |      |      |      |      |      |
| WGC Invitational     |      |      |      |      |      |      |      | 77   |      |
| WGC - HSBC Champions |      |      |      |      |      |      |      |      |      |